# Pylopagurus californiensis
Pylopagurus californiensis är en kräftdjursart som först beskrevs av Bennett 1892.  Pylopagurus californiensis ingår i släktet Pylopagurus och familjen eremitkräftor. Inga underarter finns listade i Catalogue of Life.